# Santista Textile Open 1984
Santista Textile Open 1984 — жіночий тенісний турнір, що проходив на кортах з твердим покриттям у Ріо-де-Жанейро (Бразилія). Належав до Світової чемпіонської серії Вірджинії Слімс 1984. Тривав з 9 липня до 15 липня 1984 року. Друга сіяна Сандра Чеккіні здобула титул в одиночному розряді.

## Фінальна частина

### Singles
Сандра Чеккіні —  Адріана Віллагран-Reami 6–3, 6–3
- Для Чеккіні це був 2-й титул в одиночному розряді за рік і за кар'єру.

### Парний розряд
Джилл Гетерінгтон /  Елен Пеллетьє —  Penny Barg-Mager /  Кайлі Коупленд 6–3, 2–6, 7–6
- Для Гетерінгтон це був 1-й титул за кар'єру. Для Пеллетьє це був єдиний титул за кар'єру.